# Danny Nucci
Daniel Antonelli „Danny” Nucci (ur. 15 września 1968 w Klagenfurt) – amerykański aktor telewizyjny i filmowy.

## Życiorys

### Wczesne lata
Urodził się w Klagenfurt w Austrii jako drugie dziecko i jedyny syn Marinette Nucci i biznesmena Arturo Nucci, żydowskich Sefardyjczyków; ojciec jest z pochodzenia Włochem, a matka ma korzenie francusko-marokańskie. Jego starsza siostra Natalie (ur. 13 października 1967) zainteresowała się również aktorstwem. Ma także siostrę Elle. Swoje pierwsze lata dzieciństwa spędził na zewnątrz Wenecji, we Włoszech. Gdy miał 7 lat, rodzina osiedliła się w Stanach Zjednoczonych w Queens, w Nowym Jorku, a następnie przeprowadzili się do San Fernando Valley, w stanie Kalifornia.

### Kariera
Po raz pierwszy zetknął się z aktorstwem w szkole średniej Ulysses S. Grant High School w Van Nuys, w stanie Kalifornia, gdzie wystąpił w spektaklu West Side Story. Dorabiał potem jako odprowadzający samochody na parking, gdzie przyjeżdżały tak wielkie sławy jak Elizabeth Taylor. Wkrótce potem zgłosił się na ochotnika, by odpowiadać na telefony przy telemaratonie miłosierdzia w Klubie Rozmaitości, gdzie podczas audycji radiowej został dostrzeżony przez menadżera.
Mając 14 lat zadebiutował na małym ekranie w operze mydlanej ABC Szpital miejski (General Hospital, 1982). Rozgłos zapewniła mu gościnna rola Evana w jednym z odcinków serialu Aarona Spellinga Hotel (1985) – pt. Zwycięstwa i straty (Wins and Losses), za którą to zdobył nominację do Nagrody Młodych Artystów). Kolejne trzy nominacje do tej nagrody otrzymał za udział w produkcjach telewizyjnych takich jak: dramat kryminalny Dzieci z Times Square (The Children of Times Square, 1986) z Joanną Cassidy jako Luis Sotavento, dramat familijny Wróg wśród nas (An Enemy Among Us, 1987) w roli Scotta Fischera i opera mydlana CBS Falcon Crest (1988-1989) jako Gabriel Ortega.
Na kinowym ekranie pojawił się po raz pierwszy u boku Ethana Hawke’a i Rivera Phoenixa w familijnym filmie sci-fi Odkrywcy (Explorers, 1985) jako niegrzeczny dzieciak w szkole. Po latach, w filmie opartym na wydarzeniach autentycznych Alive, dramat w Andach (Alive, 1993) raz jeszcze spotkał się na planie filmowym z Ethanem Hawkiem. Zwrócił na siebie uwagę drugoplanowymi rolami charakterystycznymi; w roli oficera pierwszej klasy w dreszczowcu Karmazynowy przypływ (Crimson Tide, 1995) u boku Gene'a Hackmana i Denzela Washingtona, jako oficer Monroe z Wydziału Ochrony Świadków w dramacie sensacyjnym Egzekutor (Eraser, 1996) z Arnoldem Schwarzeneggerem oraz w sensacyjnym filmie przygodowym Twierdza (The Rock, 1996) w roli porucznika Shepharda. W 1997 znalazł się w obsadzie głośnego melodramatu przygodowego Jamesa Camerona Titanic. Był niezwykle dynamiczny w roli nieświadomego Vincenta Sforzy, zajmującego się tajnymi badaniami nad ludzką podświadomością w dreszczowcu klasy B na podstawie powieści Stephena Kinga Podpalaczka 2 (Firestarter 2: Rekindled, 2002).

## Życie prywatne
W latach 1995–1998 był żonaty z Terre Bridgham, z którą ma córkę Savannah (ur. w październiku 1996). 12 października 2003 roku ponownie się ożenił z aktorką Paulą Marshall. Mają córkę (ur. w marcu 2005).

## Filmografia

### Filmy fabularne
- 1985: American Drive-In jako Tommy
- 1985: Odkrywcy (Explorers) jako niegrzeczny dzieciak w szkole
- 1990: Księga miłości (Book of Love) jako Spider Bomboni
- 1993: Ślepa sprawiedliwość (Blind Justice) jako Roberto
- 1993: Kogut (Roosters) jako Hector
- 1993: Na pomoc (Rescue Me) jako Todd
- 1993: Alive, dramat w Andach (Alive) jako Hugo Díaz
- 1995: Oddając ci hołd (Homage) jako Gilbert Tellez
- 1995: Karmazynowy przypływ (Crimson Tide) jako oficer pierwszej klasy Danny Rivetti
- 1996: Twierdza (The Rock) jako Porucznik Shephard
- 1996: Boski plan (The Big Squeeze) jako Jesse Torrejo
- 1996: Egzekutor (Eraser) jako Oficer Monroe, Wydział Ochrony Świadków
- 1997: Dzielny Mały Toster ratuje przyjaciół (The Brave Little Toaster to the Rescue) jako Alberto (głos)
- 1997: Titanic jako Fabrizio De Rossi
- 1997: Ta podstępna miłość (That Old Feeling) jako Joey Donna
- 1998: Lokum (Sublet) jako Stuart Dempsey
- 1998: Morderca mimo woli (Shark in a Bottle) jako Guy Normal
- 1999: Przyjaciele i kochankowie (Friends & Lovers) jako David
- 2002: Podpalaczka 2 (Firestarter 2: Rekindled) jako Vincent Sforza
- 2005: Połamania nóg! (Break a Leg) jako EJ Inglewood
- 2006: Powrót do domu (The Way Back Home) jako Paul Reeds
- 2006:World Trade Center jako oficer Giraldi
- 2007: Totally Baked jako Arturo Goldman
- 2007: Amatorzy sportu 3 (The Sandlot: Heading Home) jako Benny Rodriguez
- 2010: Sinatra Club jako John Gotti
- 2011: Obsesja (Escapee) jako profesor Jeremy Davis
- 2014: Szalone jasełka (Wishin' and Hopin') jako Pop
- 2015: Pizza with Bullets jako Freddie Pagano

### Filmy TV
- 1986: Dzieci z Times Square (The Children of Times Square) jako Luis Sotavento
- 1986: Bractwo sprawiedliwych (Brotherhood of Justice) jako Willie
- 1986: Akademia Wojskowa (Combat High) jako Jai
- 1993: Ostateczna sprawiedliwość (A Matter Of Justice) jako Vince Grella

### Seriale TV
- 1987: Dni naszego życia (Days of Our Lives) jako Marvin
- 1988–1989: Falcon Crest jako Gabriel Ortega
- 1999: Gang panny Glenn (Snoops) jako Manny Lott
- 2001: Między nami facetami (Some Of My Best Friends) jako Frankie Zito
- 2006: World Trade Center jako Oficer Giraldi
- 2003–2004: Zawód glina (10-8: Officers on Duty) jako Rico Amonte